# Kulturhus De Spil
Kulturhus De Spil is een kulturhus zonder winstoogmerk voor welzijn, sport, onderwijs en kunst en cultuur in de Overijsselse plaats Nieuwleusen. In het pand bevinden zich onder andere een middelbare school, bibliotheek, muziekschool, twee sporthallen en welzijnsorganisaties.
In 2006 waren er reeds ideeën voor een kulturhus in Nieuwleusen, maar deze kwamen niet van de grond. Na de aankoop van het voormalig Rabobank gebouw, dat sinds 2014 niet meer in gebruik was, werd er een concept voor de realisatie van een centrale plek in het dorp gemaakt, waarbij verschillende functies samen zouden moeten komen. De naam van het kulturhus verwijst hier tevens naar. 
De bouw van De Spil nam amper 10 maanden in beslag. Het Kulturhus werd op 3 november 2018 officieel geopend in bijzijn van o.a. minister voor Basis- en Voortgezet Onderwijs en Media Arie Slob en oud-volleybalster Manon Flier.